# Andrzej Mastalerz (naukowiec)
Andrzej Mastalerz – polski teoretyk sportu i biomechanik, doktor habilitowany nauk o kulturze fizycznej, profesor nadzwyczajny, a od 2012 rektor Akademii Wychowania Fizycznego Józefa Piłsudskiego w Warszawie.

## Życiorys
W 1993 ukończył studia na Akademii Wychowania Fizycznego w Warszawie. W 1997 na tej samej uczelni na podstawie rozprawy pt. Związek pomiędzy momentami sił mięśni kończyn dolnych oraz ich siłą i mocą rozwijaną na wybranych trenażerach otrzymał stopień naukowy doktora nauk o kulturze fizycznej specjalność: biomechanika. Tam też w 2009 na podstawie dorobku naukowego oraz rozprawy pt. Reakcja układu mięśniowego na wysiłki o maksymalnej intensywności uzyskał stopień doktora habilitowanego nauk o kulturze fizycznej, specjalność: teoria sportu. Został profesorem nadzwyczajnym warszawskiej AWF.
W 2012 został rektorem warszawskiej AWF, a w 2016 ponownie wybrano go na to stanowisko na kadencję kończącą się w 2020.